# Pietà w bazylice Mariackiej w Gdańsku
Pietà w bazylice Mariackiej w Gdańsku – gotycka rzeźba przedstawiająca Marię, trzymającą na kolanach martwe ciało Jezusa zdjęte z krzyża. Dzieło to reprezentuje styl piękny w plastyce gotyckiej, należy do grupy rzeźb ukazujące ciało Chrystusa w układzie „horyzontalnym”, znanych w kulturze środkowoeuropejskiej. Dzieło zostało wykonane na przełomie XIV i XV wieku. Rzeźba wpisana jest do inwentarza Muzeum Narodowego w Gdańsku (numer inwentarzowy: MNG/SD/34/Rz). Od 1980 roku, jako depozyt MNG, znajduje się w gdańskim kościele Mariackim w przywieżowej kaplicy św. Rajnolda.

## Dzieje
Nie wiadome są okoliczności powstania, autor oraz pierwotne umiejscowienie tej rzeźby. Od początków reformacji do 1608 r. Pietę prezentowano w zakrystii gdańskiej bazyliki Mariackiej, zaś potem przeniesiono ją do kaplicy Wszystkich Świętych. W XX wieku, jeszcze przed wojną dzieło przeniesiono do obecnego miejsca. Od 1946 do 1980 roku rzeźba była prezentowana w Muzeum Narodowym w Gdańsku.

## Wygląd
Pietà gdańska jest wykonana z piaskowca, liczy 145 cm wysokości i jest pokryta polichromią. Obie postaci są pełnoplastyczne. Na obliczu Matki Bożej rysuje się wyraz zadumy, bólu i współcierpienia. Maria troskliwie spogląda na martwe ciało Syna, spoczywające na Jej kolanach. Chrystus ma mocno odchyloną do góry i w prawy bok głowę. Jego ręce krzyżują się; lewa ręka spoczywa na prawym udzie, prawa na przedramieniu Marii, Ona zaś prawą ręką dźwiga ciężar ciała Jezusowego. Mimo cierpienia w trakcie Pasji i kaźni na krzyżu, ukazane w dziele twarze Matki i Syna emanują łagodnością, subtelnością i delikatnością, zamazując nieco dramatyzm zastąpiony dostojeństwem i majestatem. Tym samym wątek narracyjny ustępuje reprezentacyjnemu, co widoczne jest w geście Marii, wskazującym nie tylko na matczyną troskę, ale także kontemplację i adorację Chrystusa.
Rzeźba ukazuje Marię jako młodą niewiastę. Rzeźbiarz silnie podkreślił nos i łuki brwiowe, kontrastując z miękkością czoła, oczodołów i policzków, drobnymi oczami i ustami. Ciało Chrystusa jest wychudzone, co widoczne jest w wiotczejących mięśniach rąk i nóg. Na korpusie są uwydatnione kości żebrowe. W niektórych częściach ciała (głównie na przedramionach i podudziach) uwydatniono żyły. Chrystus ma na głowie koroną cierniową, zaś długie, lekko falowane włosy układają się nienaturalnie na ramionach.
Okrywające biodra Zmarłego perizonium kontrastuje z bogactwem dekoracji draperii kostiumu Marii, utrzymanego w białych oraz ciemnobłękitnych i złocistych tonacjach. Na głowie ma opadający za ramiona welon całkowicie zakrywający włosy. Ciemnobłękitna suknia jest niemal całkowicie zakryta bielą płaszcza o ciemnoniebieskiej podszewce i złotej lamówce. Fałdy szat przybierają płynne, głównie łukowate i kaskadowe układy. Kompozycja oparta jest na skrzyżowaniu dwóch lekko wygiętych ukosów. Diagonalia te tworzy upozowanie Marii zestawione z "horyzontalnym" układem martwego ciała Chrystusa.

## Analiza
Wszystkie te cechy łączą przedstawienia Piet wykonane na przełomie XIV i XV wieku głównie na terenie Europy Środkowej. Obok typu ikonograficznego Marii z Dzieciątkiem zwanego Piękną Madonną temat Piety stał się głównym wątkiem ikonograficznym w rzeźbie gotyku międzynarodowego. Niemal równocześnie wykonywano tego typu dzieła w kulturze niemieckiej (gł. w Hesji, m.in. w Marburgu i Nadrenii w Kolonii i Marienstatt), austriackiej (Salzburg), czeskiej, morawskiej (Jihlava), śląskiej (Wrocław), a także polskiej (Wągrowiec). Wszystkie dzieła łączy nie tylko temat i dewocyjna funkcja, ale także styl, co jest jednym z wielu czynników komplikujących ustalenie miejsca i genezy stylu pięknego. Za najbliższą analogię gdańskiej Piety badacze uważają zachowane szczątkowo (ze względu na zniszczenia wojenne) przedstawienie z Baden prezentowanej w petersburskim Ermitażu, Kaiser-Wilhelm Museum (obecne Bode-Museum) w Berlinie oraz Piety śląskie: w kościele Świętych Stanisława i Wacława w Świdnicy, kościołów NMP na Piasku i św. Elżbiety we Wrocławiu.
Kwestia pierwotnego miejsca, funkcji oraz autora i zleceniodawcy gdańskiej Piety nie jest wyjaśniona źródłowo. Prawdopodobnie została wykonana na zlecenie głównomiejskiego mieszczaństwa, mającego silne ambicje w dziedzinach polityki, ekonomii i kultury. Prestiż i znaczenie tej klasy społecznej na przełomie XIV i XV wieku silnie wzrosło. Stąd też mieszczańska fundacja gdańskiego dzieła ma związek ze wzrostem nurtu devotio moderna, który był wyrazem mieszczańskiej pobożności. Niewątpliwie anonimowy gdański twórca wykonał Pietę pod wpływem inspiracji śląską plastyką gotycką doby stylu pięknego.
Pietà w kościele Mariackim jest jedną z trzech tego typu rzeźb zachowanych w Gdańsku. Nieco starszym (ok. 1390 r.) dziełem jest ołtarz św. Elżbiety z tejże samej świątyni (obecnie w zbiorach MNG), który mieści rzeźbioną Pietę w środkowej części tryptyku. Druga, datowana na ok. 1410 rok Pietà znajduje się w dominikańskim kościele św. Mikołaja.